# وسی، یون
وسی، یون (به فرانسوی: Vassy, Yonne) یک کمون در فرانسه است که در Canton of Guillon واقع شده‌است.

## خصوصیات
وسی ۷٫۴۵ کیلومترمربع مساحت و ۸۵ نفر جمعیت دارد.